# Peter Newell

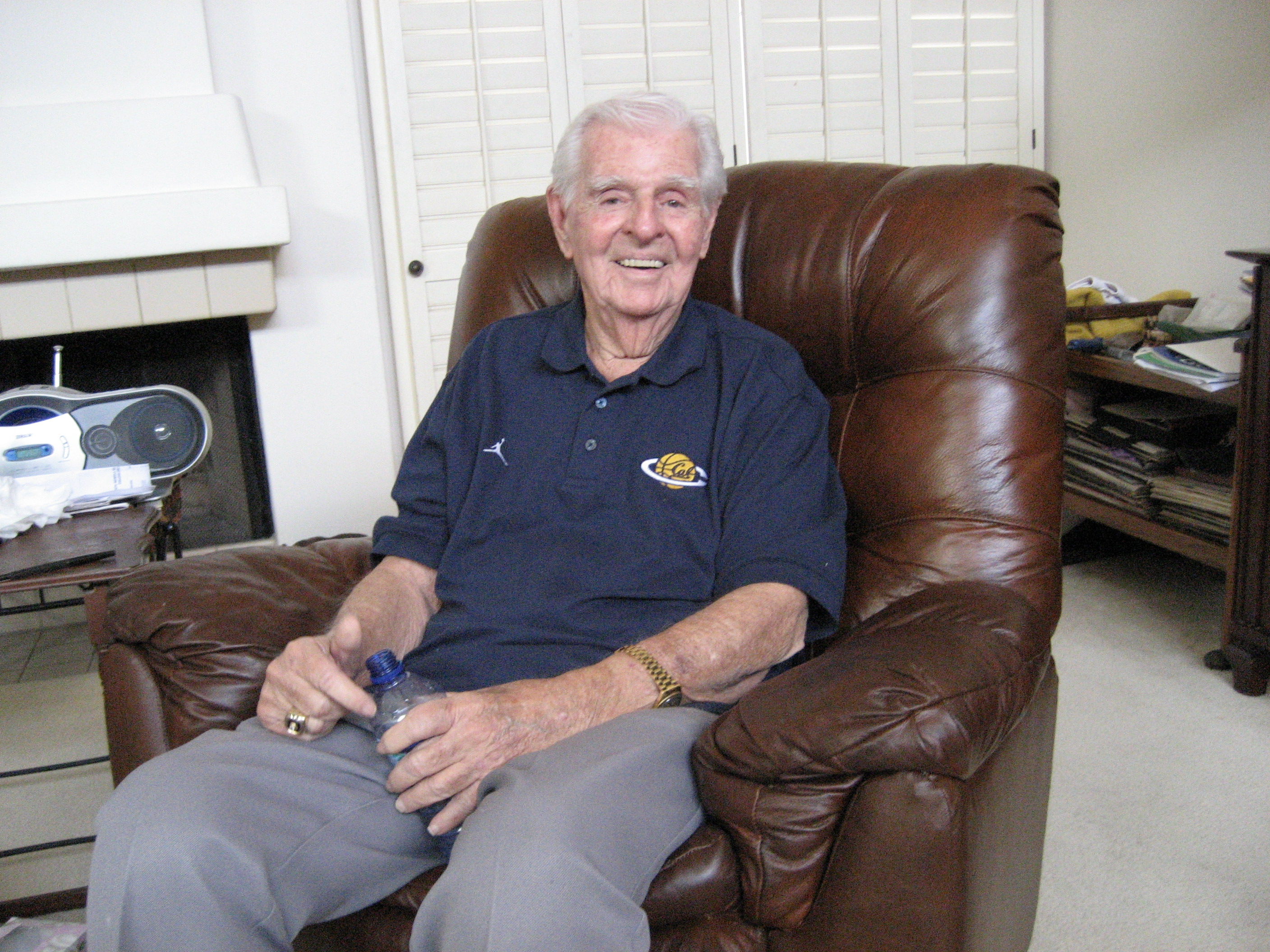
Peter Newell, 2007

Peter F. „Pete“ Newell (* 3. August 1915 in Vancouver, British Columbia; † 17. November 2008 in Rancho Santa Fe, Kalifornien) war ein US-amerikanischer Basketballtrainer und -funktionär, der bei den Olympischen Sommerspielen 1960 mit der Basketballnationalmannschaft der Vereinigten Staaten die Goldmedaille gewann. Newell wurde sowohl als Coach wie auch als Mitglied jenes Olympiateams insgesamt zweimal in die Naismith Memorial Basketball Hall of Fame aufgenommen.

## Karriere
Er trainierte zwischen 1946 und 1960 die Mannschaften dreier Universitäten: University of San Francisco (1946–50), Michigan State University (1950–54) und University of California, Berkeley (1954–60). Mit der University of San Francisco gewann Newell 1949 das National Invitation Tournament. Das Team der University of California führte er 1959 und 1960 ins Finale der NCAA-Meisterschaft, wobei 1959 auch der Titelgewinn gelang. 1960 trainierte Newell die US-Nationalmannschaft bei den Olympischen Spielen in Rom (mit Spielern wie Oscar Robertson und Jerry West), die souverän Gold gewann. Pete Newell ist einer von nur drei Basketballtrainern, die Titel bei jedem der drei vorgenannten Turniere erringen konnten.
Nach seiner Trainerkarriere mit einer Bilanz von 234-123 wurde Newell „Athletic Director“ bei Cal-Berkley. Von 1968 bis 1972 war er General Manager der Houston Rockets, von 1972 bis 1976 GM der Los Angeles Lakers. Anschließend war er Talentscout bei den Golden State Warriors und Cleveland Cavaliers. Am 30. April 1979 wurde er in die Naismith Memorial Basketball Hall of Fame und am 22. September 2009 posthum in die FIBA Hall of Fame aufgenommen. 2010 wurde er als Chefcoach des US-amerikanischen Olympiateams von 1960 zum insgesamt zweiten Mal in die Naismith Memorial Basketball Hall of Fame aufgenommen.